# سازمان امور اجتماعی کشور
سازمان امور اجتماعی کشور یک سازمانی دولتی زیر نظر وزارت کشور است که در آذر ۱۳۹۶ در ایران تشکیل شده‌است. «رصد و دیدبانی وضعیت اجتماعی،ارتقای سلامت، سرمایه، رضایت، نشاط و عدالت اجتماعی، نظم و احساس امنیت، پیشگیری، مدیریت، کنترل، کاهش و حذف معضلات و آسیب‌های اجتماعی» از وظایف این سازمان است. معاون اجتماعی وزیر کشور ریاست این سازمان را بر عهده دارد.

## شورای اجتماعی کشور
این سازمان دبیرخانه شورای اجتماعی کشور را در خود جای داده‌است. ترکیب این شورا به این ترتیب است:
- رئیس‌جمهور «رئیس شورا»
- وزیر کشور «جانشین رئیس شورا»
- معاون اجتماعی وزیر کشور و رئیس سازمان امور اجتماعی کشور «دبیر شورا»
- دبیر شورای‌عالی انقلاب فرهنگی
- رئیس سازمان برنامه و بودجه کشور
- وزیر آموزش و پرورش
- وزیر اطلاعات
- وزیر فرهنگ و ارشاد اسلامی
- وزیر تعاون، کار و رفاه اجتماعی
- وزیر ورزش و جوانان
- روسای کمیسیون‌های فرهنگی و اجتماعی مجلس شورای اسلامی
- معاون رئیس‌جمهور در امور زنان و خانواده
- رئیس شورای فرهنگی اجتماعی زنان و خانواده شورای‌عالی انقلاب فرهنگی
- رئیس سازمان صدا و سیما
- فرمانده کل انتظامی جمهوری اسلامی ایران
- رئیس سازمان بسیج مستضعفین
- قائم‌مقام دبیرکل ستاد مبارزه با مواد مخدر
- شهردار تهران
- دادستان کل کشور
- معاون اجتماعی و پیشگیری از وقوع جرم رئیس قوه قضائیه
- رئیس سازمان تبلیغات اسلامی
- رئیس کمیته امداد امام خمینی
- رئیس سازمان بهزیستی کشور
- رئیس جمعیت هلال احمر
- دو نفر نماینده از تشکل‌های مردمی و خیرین به تأیید وزیر کشور نیز با تصویب شورای‌عالی انقلاب فرهنگی

## ساختار داخلی
- معاونت امور آسیب‌ها و مسائل اجتماعی
- معاونت مشارکت‌های اجتماعی
- معاونت توسعه سرمایه اجتماعی و ساماندهی سواحل و دریا
- مرکز ملی رصد اجتماعی

## رؤسای سازمان
- محمدتقی رستم‌وندی (۱ آذر ۱۳۹۶ تا ۸ فروردین ۱۴۰۱)[۲]
- محمد عباسی (۸ فروردین ۱۴۰۱ تا ۲۳ آبان ۱۴۰۳)[۳]
- سید محمد بطحایی (۲۳ آبان ۱۴۰۳ تاکنون)[۴]